# Leszek Gasiński
Leszek Gasiński – polski matematyk, doktor habilitowany nauk matematycznych.

## Życiorys
Studia z matematyki ukończył na Uniwersytecie Jagiellońskim, gdzie następnie został zatrudniony i zdobywał kolejne awanse akademickie. Stopień doktorski uzyskał w roku 2000 na podstawie pracy pt. Hiperboliczne nierówności hemiwariacyjne i ich zastosowanie w teorii optymalizacji kształtu, przygotowanej pod kierunkiem prof. Zdzisława Denkowskiego. Habilitował się w 2008 na Wydziale Matematyki i Informatyki Uniwersytetu Jagiellońskiego. 
Specjalizuje się w informatyce, analizie nieliniowej, teorii optymalizacji oraz teorii sterowania. Profesor nadzwyczajny Katedry Zastosowań Matematyki w Instytucie Matematyki na Wydziale Matematyczno-Fizyczno-Technicznym Uniwersytetu Pedagogicznego w Krakowie. Poza Uniwersytetem Pedagogicznym w Krakowie wykłada także jako profesor nadzwyczajny w Państwowej Wyższej Szkole Zawodowej w Tarnowie. 
Swoje prace publikował w takich czasopismach jak m.in. „Journal of Differential Equations”, „Journal of Analysis and its Applications” „Journal of Mathematical Analysis and Applications”, „Communications on Pure and Applied Analysis", „Journal of Dynamical and Control Systems" oraz „Applicable Analysis”.
Członek Polskiego Towarzystwa Matematycznego.

## Życie prywatne
Mąż Halszki Tutaj-Gasińskiej.